# مستر أولمبيا 1976
بطولة مستر أولمبيا 1976 هي النسخة الثانية عشرة من بطولة مستر أولمبيا للمحترفين بكمال الأجسام، أقيمت نهائياتها في 11 نوفمبر 1976، بمدينة كولومبوس الأمريكية.

## نظرة عامة
فاز بالمنافسة هذا العام فرانكو كولومبو للوزن الخفيف، ولبطل الأبطال.

## النتائج الكاملة

### الوزن الثقيل (فوق 200 رطل (90.7 كغم))
| المركز | الاسم     | الدولة           |
| ------ | --------- | ---------------- |
| 1      | كين وولر  | الولايات المتحدة |
| 2      | مايك كاتز | الولايات المتحدة |

### الوزن الخفيف (تحت 200 رطل (90.7 كغم))
| المركز | الاسم          | الدولة           |
| ------ | -------------- | ---------------- |
| 1      | فرانكو كولومبو | إيطاليا          |
| 2      | فرانك زين      | الولايات المتحدة |
| 3      | إد كورني       | الولايات المتحدة |
| 4      | بيل جرانت      | الولايات المتحدة |
| 5      | بوير كو        | الولايات المتحدة |

### بطل الأبطال
| المركز | الاسم          | الدولة  | الجائزة المالية |
| ------ | -------------- | ------- | --------------- |
| 1      | فرانكو كولومبو | إيطاليا | 5,000 $         |